# Chrysopa distracta
Chrysopa distracta är en insektsart som beskrevs av Navás 1930. Chrysopa distracta ingår i släktet Chrysopa och familjen guldögonsländor. Inga underarter finns listade i Catalogue of Life.